# 藤原氏
藤原氏（ふじわらし、旧字体：藤󠄁原氏）は、日本の氏族。
姓（カバネ）は朝臣。略称は藤氏（）。
飛鳥時代の藤原鎌足を祖とする神別氏族であり、多くの公家を生み出し、平安時代に朝廷の中枢を担った。また多くの支流を生み、武家・神職などその後裔を称する家系も多数に上る。

## 概要
姓の代表的なものの一つとして源氏・平氏・橘氏とともに「源平藤橘」（四姓）と総称された。
中臣鎌足が大化の改新の功により天智天皇に賜った「藤原」の姓が、子の藤原不比等の代に認められたのに始まる。鎌足が中臣氏の出身であるため、祖は中臣氏と同じく天児屋命と伝える。
奈良時代に南家・北家・式家・京家の四家に分かれ、平安時代には北家が皇室と姻戚関係を結んで摂関政治を行った。北家の中でも権勢を誇った藤原道長の嫡流子孫（摂家）は院政期以降も摂政・関白をほぼ独占し、臣下としては最高の家格を保った。藤原氏の一族は、奈良時代から平安時代までは本姓の「藤原」を称したが、鎌倉時代以降は姓の藤原ではなく、「近衛」「鷹司」「九条」「二条」「一条」などの苗字に相当する家名（家格）を名のり、公式な文書以外では「藤原」とは名乗らなかった。これらをあわせると特に朝廷における比率は圧倒的であり、地方に散った後裔などもふくめ、日本においては皇別（源平など）に次いで大きな広がりと歴史を持つ家系である。江戸時代の朝廷において大臣就任の資格を持つ上位公卿17家系（摂家、清華家、大臣家）のうち14家系が藤原氏、残り3家系が源氏であり、徳川をはじめとした主要武家の多くも源平や藤原流を称していることを併せると、皇別（皇胤）と藤原氏の二つだけの血流が支配階級をほぼ独占するという世界でも稀な状態であった。

## 出自
『日本書紀』天智天皇紀によれば、中臣鎌足は、中大兄皇子（天智天皇）とともに乙巳の変から大化の改新に至る諸改革に携わった。その後功績を称えられ、死の直前に天智天皇から藤原姓を与えられたとされる。『藤氏家伝』大織冠伝によれば、鎌足の生地・大和国高市郡藤原（のちの藤原京地帯、現 橿原市）にちなみ、「藤原朝臣姓」を受けたとされる。通説では、鎌足の子である不比等がその姓を引き継ぎ、以後不比等の流が藤原朝臣と認められたとされる。
他方、この時に与えられた藤原の姓は鎌足一代のものであり、後に改めて鎌足の遺族に藤原朝臣の姓が与えられたとする説もある。この見解は、鎌足の死後中臣氏を率いた右大臣・中臣金が壬申の乱で大友皇子（弘文天皇）方について敗北し処刑されたため、乱とは無関係の鎌足流も一時衰亡の危機を迎えたことを一因とする。乱平定ののち、天武天皇13年（684年）に八色の姓が定められた際には、朝臣姓を与えられた52氏の中に「藤原」の姓は登場せず、鎌足の嫡男である不比等を含めた鎌足の一族は、この際に「朝臣」を受けた「中臣氏」を名乗っていたとする。そして『日本書紀』に鎌足没後最初に「藤原」が登場する翌天武天皇14年（685年）9月以前に、鎌足の遺族に対してあらためて「藤原朝臣」が与えられその範囲が定められた、とするものである。
いずれにしても、当時不比等がまだ若かったこともあって不比等以外の成員にも藤原朝臣が与えられ、鎌足の一族であった中臣大嶋や中臣意美麻呂（鎌足の娘婿でもある）が、不比等が成長するまでの中継ぎとして暫定的に「氏上」（うじのかみ）に就いていたとみられている。
のちに不比等が成長して頭角を現すと、藤原氏が太政官を、中臣氏が神祇官を領掌する体制とするため、文武天皇2年（698年）8月鎌足の嫡男である不比等の家系以外は元の「中臣」姓に戻された。
なお、鎌足の死は、庚午年籍が編纂されて全ての臣民が戸籍に登録される前年であるが、藤原の姓の由来が大和国高市郡にもかかわらず、戸籍上の藤原朝臣は全て京戸として扱われている。これは天智・天武両天皇の子孫である諸王及び諸氏と同じ待遇であった。

### 皇別の藤原氏
また、奈良時代には皇族が臣籍降下した際、母の姓を受け継いで藤原朝臣を賜姓されることもあった。藤原弟貞（山背王、長屋王の子）や藤原仲麻呂の養子となった石津王が該当する。しかし弟貞の子孫は永原朝臣を賜姓されて藤原氏を称することはなくなり、石津王は仲石伴と改名したとも伝えられるが、いずれにせよ後裔は不明なため、皇孫の藤原朝臣は残らなかった。

### 藤原氏分離後の中臣氏
中臣意美麻呂は中臣姓に復帰後に不比等の推薦で中納言となり、その七男の清麻呂は右大臣まで昇った。そのため、以後はこの子孫が中臣氏の嫡流とされて特に「大中臣朝臣」と称されるようになった。平安時代以降になると他の中臣氏も大中臣氏を名乗るようになるが、清麻呂の系統が嫡流であることは変わらず、藤波家として堂上公家に列する。

## 歴史

### 飛鳥時代
持統天皇末年頃に少壮官僚であった藤原不比等は、天武7、8年頃（678年頃）に蘇我連子の娘・蘇我娼子を嫡妻として迎えた。これによって不比等は、大臣家である蘇我氏の尊貴性を自己の子孫の中に取り入れることができ、藤原氏は氏として成立したばかりであるにもかかわらず、蘇我氏の地位を受け継ぐ氏であることを支配者層に示した。文武天皇元年（697年）8月には、持統天皇の譲位により即位した軽皇子（文武天皇）に不比等の娘の藤原宮子が夫人となっており、中央政界に台頭する。文武天皇二年（698年）9月には藤原の姓の継承者が不比等に限定され、意美麻呂らは中臣姓に復した。
なお、不比等の出生について『興福寺縁起』には「公避くる所の事有り」とあり、これは不比等が天智天皇の御落胤であることを意味するとされる。『大鏡』、『公卿補任』、『尊卑分脈』にはその旨が明記される。
不比等は下毛野古麻呂らとともに大宝律令と、それに続く養老律令を編纂して律令制度の確立に貢献した。大宝元年（701年）には高い位階を持ったものの子孫が高位に叙される蔭位制が開始された。これは正一位相当とされた鎌足の子孫にとって極めて優位な制度であり、不比等の家系が高い地位を得るもととなった。対して出身の段階で高い位階を得られない他の氏族は昇進も停滞するようになり、子孫に蔭位で高い位階をつけることはますます困難なものとなっていった。
さらに宮子が首皇子（後の聖武天皇）を産むと、皇子の後宮にも娘の光明子（後の光明皇后）を入れて、天皇の姻戚としての地位を確立した。文武天皇以降、天皇のほとんどの后・妃が藤原氏の娘となる。

### 奈良時代
不比等の死後、外孫である首皇子（聖武天皇）が皇位に就くと、不比等の男子である武智麻呂・房前・宇合・麻呂の藤原四兄弟と天武天皇の孫である長屋王ら皇族を中心とする一派の対立が深まっていった。729年（天平元年）、長屋王の変が起こり長屋王は自害する。これは、藤原四兄弟が自分達の異母妹で天皇の妃である藤原光明子を史上初の皇族以外出自の皇后に立てるため、反対する長屋王を讒言により陥れた陰謀事件であったとされる。なお、光明子の立后によって藤原氏の地位が向上することは、藤原氏を母方の実家とする聖武天皇にとっても好都合であることから、天皇の意向を受けた政変であったとも解される。
藤原四兄弟は、それぞれ武智麻呂の南家、房前の北家、宇合の式家、麻呂の京家の4家に分かれ、藤原四家の祖となった。731年（天平3年）、役人達の投票によって四兄弟全員が議政官に昇った。これは藤原氏が単に後宮政策のみならず、不比等以来律令編纂に関わってきた実績をもって官僚組織を掌握していったことの証でもあった。この中で、京家は最も振るわず早々に政治の舞台から姿を消すこととなる。
737年（天平9年）、天然痘の大流行で藤原四兄弟が相次いで病死する。それを受けて橘諸兄、玄昉、吉備真備らが藤原氏の突出を抑えようと努めたが、光明皇后の信任を得た南家・藤原仲麻呂（武智麻呂の子）の台頭により抑えられた。仲麻呂は757年（天平宝字元年）には諸兄の子・橘奈良麻呂も排除した（橘奈良麻呂の乱）。仲麻呂は独裁的な権力を振るい、仲麻呂の一家には特に「恵美」を姓に加えられ、「藤原恵美朝臣」を称した。しかし光明皇太后の死後孝謙上皇の寵愛を得た道鏡が台頭し、764年（天平宝字8年）の藤原仲麻呂の乱で敗死した。
仲麻呂の失脚後も、重祚した称徳天皇（孝謙上皇）は、藤原氏の援助と支持を必要としていた。左大臣藤原豊成が没すると、北家の永手を右大臣・左大臣と相次いで昇進させ、首班公卿とした。この際に永手に対し、かつて天智天皇が「鎌足・不比等の子孫で明き浄き心を持ち朝廷に奉仕するものは必ず取り立て、その子孫を絶やさない」と述べたという書を示し、特別な一族であることを示している。

### 三家の興亡
神護景雲4年（770年）、称徳天皇が後継を定めないまま没すると、後継となった光仁天皇の擁立に功があった式家の藤原良継・百川の勢力が強まった。しかし良継は間もなく没し、北家の魚名が台頭した。天応2年（782年）、魚名が氷上川継の乱で失脚すると、桓武天皇の近臣であった式家の種継が勢力を伸ばし始める。延暦4年（785年）に種継が暗殺されると、しばらくは南家の継縄・北家の内麻呂らによって政権が主導された。延暦12年（793年）9月には、藤原氏に限り、二世以下の女王と結婚することが許可された。
桓武天皇の跡を継いだ平城天皇は自身の擁立に功があった種継の子薬子・仲成を重用した。大同2年（807年）に伊予親王の変が発生し、南家の雄友・乙叡が失脚、南家の勢力は大きく衰退したが、これは仲成の策動によるものとされている。大同4年（809年）、平城天皇は弟の嵯峨天皇に譲位した。嵯峨天皇は内麻呂の子である北家の冬嗣を登用し、天皇の意思を直接太政官に伝える蔵人所の長官である蔵人頭に据えた。弘仁元年（810年）、内麻呂と冬嗣を中心とする嵯峨の宮廷はクーデターを起こして仲成を処刑し、平城の影響力を排除した。
冬嗣の子良房は嵯峨天皇の娘である源潔姫と結婚し、早くから藤原氏の中心人物となると見られていた。承和9年（842年）の承和の変では中納言に過ぎなかった良房に全ての処理が命じられた。この事件では式家から中納言吉野や東宮坊の官人5名が処分されている。この事件により良房の妹順子を母とする道康親王（後の文徳天皇）が立太子し、良房の優位は決定的なものとなった。
承和10年（843年）に式家最後の大臣である藤原緒嗣が没し、承和13・14年（848年～847年）に良房の兄弟である長良と良相が参議となると、以降の藤原氏の議政官はほぼ北家に独占されることとなった。嘉祥元年（848年）に良房が右大臣となると、以降は北家のみが大臣に登ることとなった。

### 摂関政治
良房は清和天皇の外戚となり、人臣で初めての摂政となった。そして、良房の養子・基経もまた、陽成天皇の外戚として摂政と関白を務めた。
藤原道長・頼通父子の代になると摂関政治の最盛期を極めた。道長の嫡流は御堂流とよばれ、藤氏長者・摂関に登りうる唯一の家、いわゆる摂関家とされ、他の公家とも隔絶した地位を得た。
一方で官人の大半が藤原氏の後裔で占められるようになり、それらの家系は家職をもった公家の家として続いていくこととなる。代表的な家系には中御門流（松木家、持明院家等）、閑院流、勧修寺流、日野流などがある。
また受領層となった家の一部は地方に土着して武士化した。特に藤原清衡は奥羽において勢力を拡大して反映し、その家は特に奥州藤原氏と呼ばれるようになる。特に藤原利仁、藤原秀郷の後裔を称する武家は特に多かった。ただし、実際には家系を粉飾し、藤原氏後裔を仮冒する武家も多かったと見られる。
平安後期になり、摂関家とミウチ関係を持たない上皇による院政が始まると、摂関家の影響力は低下した。一方でこのことは天皇との外戚関係と無関係に摂関家が摂関の地位を占めることにつながった。一方で院近臣となった一部の藤原氏家系は勢力を拡大した。藤原基隆や葉室顕隆はその中でも大きな勢力を誇った。また閑院流は院政期に複数の天皇の外戚となったことで家格を上昇させ、西園寺家・三条家・徳大寺家を始めとする清華家など多数の堂上家を輩出している。一方で、藤原氏の氏寺である興福寺による強訴が行われた際は、衆徒が春日大社の神木を入京させることがしばしば行われるようになった。神木が京中にある時は藤原氏の公卿・殿上人は謹慎しなければならず、ほとんどの高官が藤原氏で占められた朝廷の政務が麻痺することとなったため、強訴の効力は極めて大きいものであった。
平安時代末期以降には公家では称号、武家では名字と言われる「家名」が一般的となり、後世から「藤原」の氏を関して呼ばれる人物は少なくなっていく。

### 中世
鎌倉時代に入ると、摂関家の嫡流は近衛家・九条家の二流に分裂し、近衛家からは鷹司家、九条家からは二条家・一条家が分かれた。これらは五摂家と呼ばれ、これらの家から摂関・藤氏長者を出すこととなった。
九条家の九条道家の子頼経は将軍となり、その子の頼経とともに摂家将軍と呼ばれる。道家はこれにより朝廷と鎌倉幕府に対して強い影響力を誇ったが、宮騒動と宝治合戦によって摂家将軍に代わって親王が迎えられる体制となった。代わって朝廷と幕府の連絡役である関東申次となった西園寺家の勢威が増大した。
鎌倉時代に勢力を張った藤原氏の武家は武蔵国の比企氏・安達氏、下野国の小山氏・宇都宮氏、下総国の結城氏、常陸国の小田氏、伊豆国の伊東氏、相模国の山内氏、九州の少弐氏・菊池氏、幕府の官僚となった二階堂氏などが知られる。
室町時代になると、二条良基が室町幕府に接近し、将軍足利義満を朝廷に深く参画させることで、その安定を図ろうとした。このため二条家は将軍から代々偏諱を受けるなど
関係を深め、他の摂家平均の2倍以上の間摂関を務めることとなる。また日野家は義満以降の代々の将軍家御台所を出し、8代将軍義政の御台所であった日野富子は、明応の政変を主導するなど大きな影響力を持った。武家では関東管領を世襲した上杉氏が知られる。
戦国時代においては藤原氏の後裔を称する戦国大名が多く勢力を拡大した。陸奥国の伊達氏・津軽氏、肥前国の龍造寺氏・鍋島氏・肥前有馬氏が知られる。この時代、公家の多くは困窮し、摂家の一部が地方に在国することも行われた。なかでも一条教房は土佐国に下り、その子孫は公家でありながら地方権力として統治を行う、一種独特の体制を築きあげた（土佐一条氏）。近衛家は足利義晴・義輝父子に接近し、日野家に代わって将軍家御台所を出して幕政に深く関与した。この体制は足利―近衛体制とも呼ばれる。

### 近世
江戸時代において、禁中並公家諸法度で確立された朝廷秩序は摂家の指導によって維持されるものとされた。江戸幕府を支えた譜代大名にも藤原氏を称する家があり、井伊氏・本多氏・大久保氏・内藤氏・戸田氏・田沼氏などがある。また下冷泉家の出身である藤原惺窩は儒学の研究で知られ、その弟子の林羅山の子孫である林家は代々大学頭として江戸幕府に影響を与えていた。

### 近代以降
明治維新後、明治2年7月8日（1869年8月15日）の職員令の公布に伴い、任官者である政府の官僚・政治家は任官の証書である「官位記」や職員名簿に本姓で記載されることとなった。この時期に「藤原朝臣」を称していたのは内閣制度成立まで政府首班を務めた三条実美、維新の三傑である西郷隆盛と大久保利通などが知られる。明治4年10月12日（1871年11月24日）には姓氏を公用文書に書くことは廃止され、氏が公的な役割を果たすことはなくなったが、公家・大名諸侯が列せられた身分である華族の多くは藤原氏の一族であった。明治9年（1876年）に開始された宗族制度は華族を先祖ごとの「類」に分類するものであるが、藤原朝臣の「類」は最も多く、第42類から第63類までの21類におよぶ。これら藤原氏後裔の華族は多くの政治家などを輩出した。内閣総理大臣を2度務め、実質的な首相選定者であった元老となる西園寺公望、三度首相となった近衛文麿などが代表的である。

## 系譜
藤原氏系図（藤原四家成立まで）
藤原氏諸家略系図
堂上公家に限定して記載。江戸時代末には、堂上公家である5摂家・9清華家・3大臣家・66羽林家・28名家・26半家（計137家）のうち、5摂家・7清華家・2大臣家・55羽林家・25名家・2半家（計96家）が藤原氏出身であった。
系図の詳細については各家項目の系図を参照。

## 藤原氏と宗教
鎌足の長子定恵が出家して以降、藤原氏は多くの仏僧を輩出してきた。平安時代後期には大寺院における門跡制度が定まり、大寺院の主を摂家出身者が占めることが長く続いている。摂家出身の高僧としては慈円、満済、尋尊などが知られる。
浄土真宗の祖となった親鸞は日野家の出身であり、親鸞の曾孫で第三代本願寺門主であった覚如は藤原氏の一族であることを強く意識しており、広橋兼仲の養子となるなど、日野家一族との関係を深めた。本願寺十世の証如は九条尚経の猶子となり、以降は九条家と深い関係を結ぶようになった。以降代々の法嗣（門主継承予定者）も九条家の猶子となる慣例が江戸時代まで続いた。

## 藤原氏の武家
藤原氏は多くの地方官人を輩出したため、軍事貴族となる家も多く生まれた。中でも藤原利仁や藤原秀郷の後裔を称する武家は特に多い。これらの武家で江戸時代に大名として残り、明治時代に華族となった家は藤原氏の旧堂上家と同族として扱われた。
また、徳川家康は任官の都合上、一時的に藤原氏を称している。

### 藤原氏を称する著名な武家
- 藤原南家
  - 為憲流 - 工藤氏、伊東氏、伊藤氏、二階堂氏、相良氏など
- 藤原北家
  - 道兼流 - 宇都宮氏、小田氏
  - 長家流 - 那須氏
  - 勧修寺流 - 上杉氏、井伊氏、種子島氏
  - 小野宮流 - 土佐田村氏
  - 山蔭流 - 伊達氏
  - 利仁流 - 斎藤氏、加藤氏、富樫氏、坪内氏
  - 秀郷流 - 奥州藤原氏、藤姓足利氏、山内氏　小山氏、佐野氏、小野崎氏、比企氏、佐藤氏、水谷氏、結城氏、桐生氏、波多野氏、近藤氏、伊藤氏、内藤氏、大友氏、少弐氏、龍造寺氏、立花氏、筑紫氏、長谷川氏など
  - その他 - 姉小路氏、有馬氏、菊池氏など
- 藤原京家
  - 直江氏

## 現代の藤原氏
藤原氏の後裔で構成される親睦団体「藤裔会」が組織され、年1回秋頃に全国の藤原氏の末裔が奈良市の春日大社で会合などが執り行われている。

## 藤原氏由来の名字
談山神社が組織した「談の会」が発行した『藤原氏族一覧』には3452の名字が掲載されている。特に「藤」の字が入った名字は藤原氏の末裔であるとされることも多い。
ただし全国に散らばる藤原氏同族とされる雄族の多くが、藤原氏と氏神を共有せず、地方への赴任事情が不明であり、系図上でも親子関係などで疑問が残るものも存在する。これらの事情には、他の氏族の後裔が藤原氏の一族の養子・猶子となるか、先祖の系図を藤原氏に無理矢理接続させたという類例が武家では非常に多いためとされる。佐藤・斎藤・伊藤・加藤・後藤・武藤・近藤・安藤・尾藤・遠藤などはその多くが本来藤原氏とは無関係であったとも見られる。

### 十六藤
特に以下の名字は十六藤（じゅうろくとう） と呼ばれる。
- 01佐藤 - 下野国安蘇郡佐野荘
- 02伊藤 - 弾正台尹
- 03加藤 - 加賀介
- 04斎藤 - 斎宮寮頭
- 05後藤 - 備後国／[38]
- 06近藤 - 近江掾
- 07遠藤 - 遠江守
- 08工藤 - 木工助
- 09安藤 - 信濃国安曇郡
- 10内藤 - 内舎人
- 11須藤 - 下野国那須郡
- 12武藤 - 武者所
- 13進藤 - 修理少進
- 14新藤 - 武蔵国新座郡
- 15神藤 - 諏訪神家
- 16春藤 - 大和国添上郡春日

### その他の著名な名字
十六藤以外で、藤原氏由来とされる苗字。藤を「とう」と読まない場合もある。
- 江藤 - 肥後国飽託郡大江
- 衛藤 - 衛府
- 海東（海藤） - 尾張国海東郡、羽前国西田川郡温海村
- 紀藤 - 紀伊国
- 岡藤 - 駿河国志太郡岡部
- 左藤 - 左衛門尉
- 信藤 - 信濃国埴科郡
- 首藤 - 主馬首
- 周藤 - 周防国
- 尾藤 - 尾張守
- 兵藤 - 兵衛府